# Américo (Vorname)
Américo ist ein männlicher Vorname. Er ist die portugiesische und spanische Form von Emmerich. Die italienische Form ist Amerigo oder Americo.

## Namensträger
- Américo Castro (1885–1972), spanischer Kulturhistoriker, Philologe, Literaturkritiker und Diplomat
- Américo Durão (1894–1969), portugiesischer Lyriker und Dramatiker
- Américo Ferreira dos Santos Silva (1830–1899), portugiesischer Bischof des Bistums Porto und Kardinal
- Américo Gallego (* 1955), argentinischer Fußballspieler
- Américo Gomes (1974–2025), guinea-bissauischer Popsänger
- Américo Henriques (1923–2006), portugiesischer Bischof von Lamego und Nova Lisboa
- Américo Lopes (1933–2023), ehemaliger portugiesischer Fußballtorhüter
- Américo Tomás (1894–1987), Admiral der portugiesischen Marine und portugiesischer Staatspräsident

Künstlername
- Américo, Künstlername von Domingo Jonhy Vega Urzúa (* 1977), chilenischer Sänger